# Rutevac
Rutevac (cyr. Рутевац) – wieś w Serbii, w okręgu niszawskim, w gminie Aleksinac. W 2011 roku liczyła 889 mieszkańców.